# شون باترسون
شون باترسون (بالإنجليزية: Shawn Patterson)‏ هو لاعب كرة قدم أمريكية أمريكي، ولد في 13 يونيو 1964 في تمبي في الولايات المتحدة.

## وصلات خارجية
- شون باترسون على موقع مرجع كرة القدم المحترفة.كوم (الإنجليزية)